# Хибара (озеро)
Хибара (яп. 檜原湖 Хибара-кo) — пресноводное горное озеро в префектуре Фукусима (остров Хонсю) в Японии. Находится на высоте 819 м над уровнем моря. Располагается в национальном парке Бандай-Асахи. Наибольшая глубина озера 31,0 м, средняя — 12 м. Площадь озера — 10,83 км², его объём составляет 0,13 км³, а периметр — 38 км. Оно протянулось на 10,5 км с юга на север, его максимальная ширина составляет 2,8 км (средняя ширина 1 км). Из озера вытекает река Нагасе. Относится к бассейну реки Агано.
Озеро — завального происхождения, оно образовалось в результате извержения вулкана Бандай 15 июля 1888 года. В результате извержения обрушился пик вулкана объёмом 1,7 км³, и образовавшиеся от этого селевые потоки перекрыли долины нескольких рек, уничтожив множество деревень и образовав более 300 водоёмов, включая Хибару. Хибара, Акимото и Оногава — крупнейшие из сформировавшихся таким образом озёр. На северном берегу озера сохранились тории святилища Оямадзуми, не затронутого извержением. Остальная часть деревни Хибара, где располагался храм, была затоплена.
Хибара — крупнейшее озеро нагорья Бандай-Когэн. Оно является центром туристического региона, посетители разбивают там палатки, ездят на велосипедах и лодках (каноэ и каяках), отправляются в походы. Озеро особенно популярно весной, когда на деревьях появляется листва, и во время осенних красок. В озере ловят японскую малоротую корюшку.
Исследование 1991 года показало, что видимость в озере составляет 3,2-6,5 м. Озеро является мезотрофным, хотя по некоторым параметрам оно близко к олиготрофным озёрами. Время пребывания воды составляет 0,83 года.
После ядерной катастрофы в Фукусиме в озере в 2016 году были найдены радиоктивные изотопы цезия (134Cs и 137Cs).